# Christoffer Rifalk
Karl Henry Christoffer Rifalk, född 6 juli 1996 i Kalix, Norrbottens län, är en svensk professionell ishockeymålvakt som spelar för Rögle BK i SHL. Hans moderklubb är Kalix HC och han har tidigare spelat för IK Oskarshamn.
Rifalk har vunnit två SM-silver med Rögle BK, 2021 och 2024.